# マルティン・ブーバー
マルティン・ブーバー（ヘブライ語: מרטין בובר, ラテン文字転写；Martin Buber, 1878年2月8日 - 1965年6月13日）は、オーストリア出身のユダヤ系宗教哲学者、社会学者。

## 経歴
1878年、ウィーンの正統派ユダヤ教徒の家庭に生まれる。イディッシュ語とドイツ語が交わされる中で生活しながら、1892年に父方の実家があるレンベルク（当時オーストリア領、現ウクライナ領リヴィウ）に転居。イマニュエル・カント、セーレン・キェルケゴール、フリードリヒ・ニーチェなどに親しむうち哲学に興味を示し、1896年に再度ウィーンへ戻って哲学、美術史、歴史などの勉強に勤しんだ。
その後、当時盛んになったシオニズム運動に加わり、機関紙の編集者にもなるものの、ハシディズムに関心を持ったことを契機に、政治的に特化されたシオニズムに疑問を持って離脱。再び学究と著述に専念し、1923年に主著となる『我と汝』を上梓した。翌1924年にはフランクフルト大学教授となり、聖書のヘブライ語からのドイツ語訳に携わった。
1930年にはフランクフルト大学名誉教授となるも、ナチスが政権を獲得すると一切の講義を禁止され1935年に追放処分を受ける。このためドイツを出国したブーバーは、1938年にエルサレムに移住しヘブライ大学で人類学と社会学を講じた。1965年にエルサレムで没した。

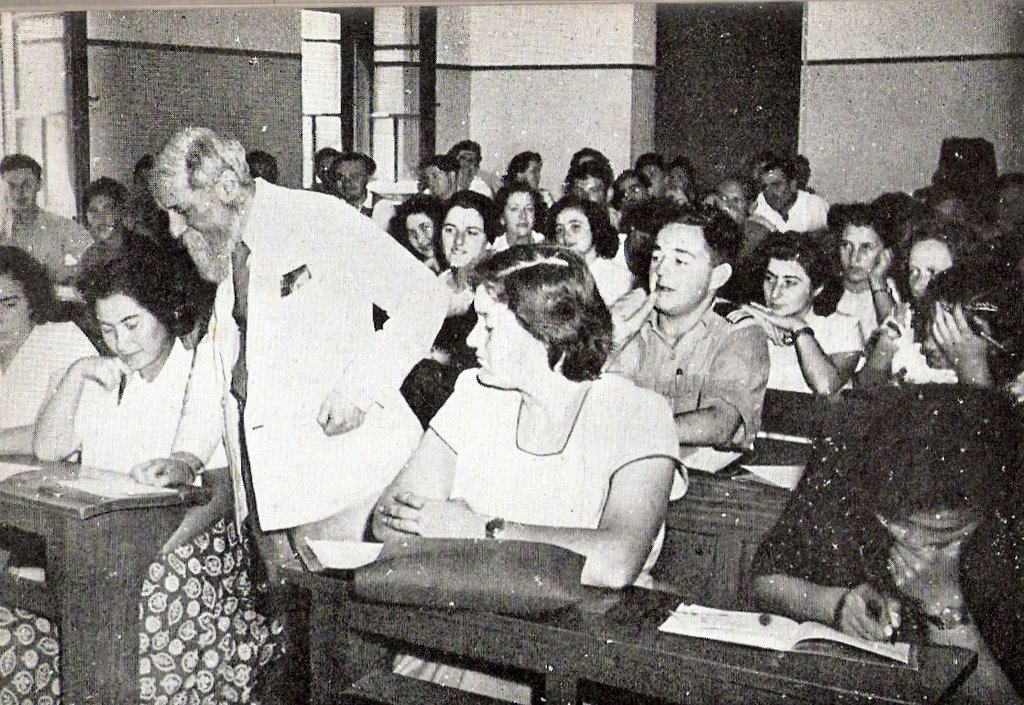
ヘブライ大学で講義中のブーバー

## 受賞・栄典
- 1953年：ドイツ書籍協会平和賞。
- 1958年：イスラエル賞を受賞。
- 1963年：エラスムス賞を受賞。

## 思想
ブーバーの思想は「対話の哲学」と位置づけられる。対話の哲学とは「我」と「汝」が語り合うことによって世界が拓けていくという、端的に言えばユダヤ教の教義を哲学的に洗練したものとされる。
ブーバーによれば科学的、実証的な経験や知識は「それ」というよそよそしい存在にしか過ぎず、「我」はいくら「それ」に関わったとしても、人間疎外的な関係から抜け出すことはできないという。その「我－それ」関係に代わって真に大切なのは「我－汝」関係であり、世界の奥にある精神的存在と交わることだという。そして、精神的存在と交わるためには相手を対象として一方的に捉えるのではなく、相手と自分を関係性として捉えること、すなわち対話によってその「永遠のいぶき」を感じとることが不可欠だとする。
この思想はユダヤ神秘主義やドイツ神秘主義と似通っており、双方の伝統を受け継ぐブーバーはこれらから独自の思想を発展させたと考えられる。もっとも、ブーバーは人間は現世に生活する存在である以上、神秘主義の説く「神人合一」を絶対的境地とは認めなかった。なぜなら、そのような境地を絶対とするならば、恍惚境から離れた日常ではいかなる悪を犯しても構わなくなるからである。むしろ、通常の人間には日常生活の方が大事であり、そこにおいて絶対的存在との繋がりを保つ手法の考察が、「対話」に発展していったと考えられる。

### アマレク人の聖絶に関して

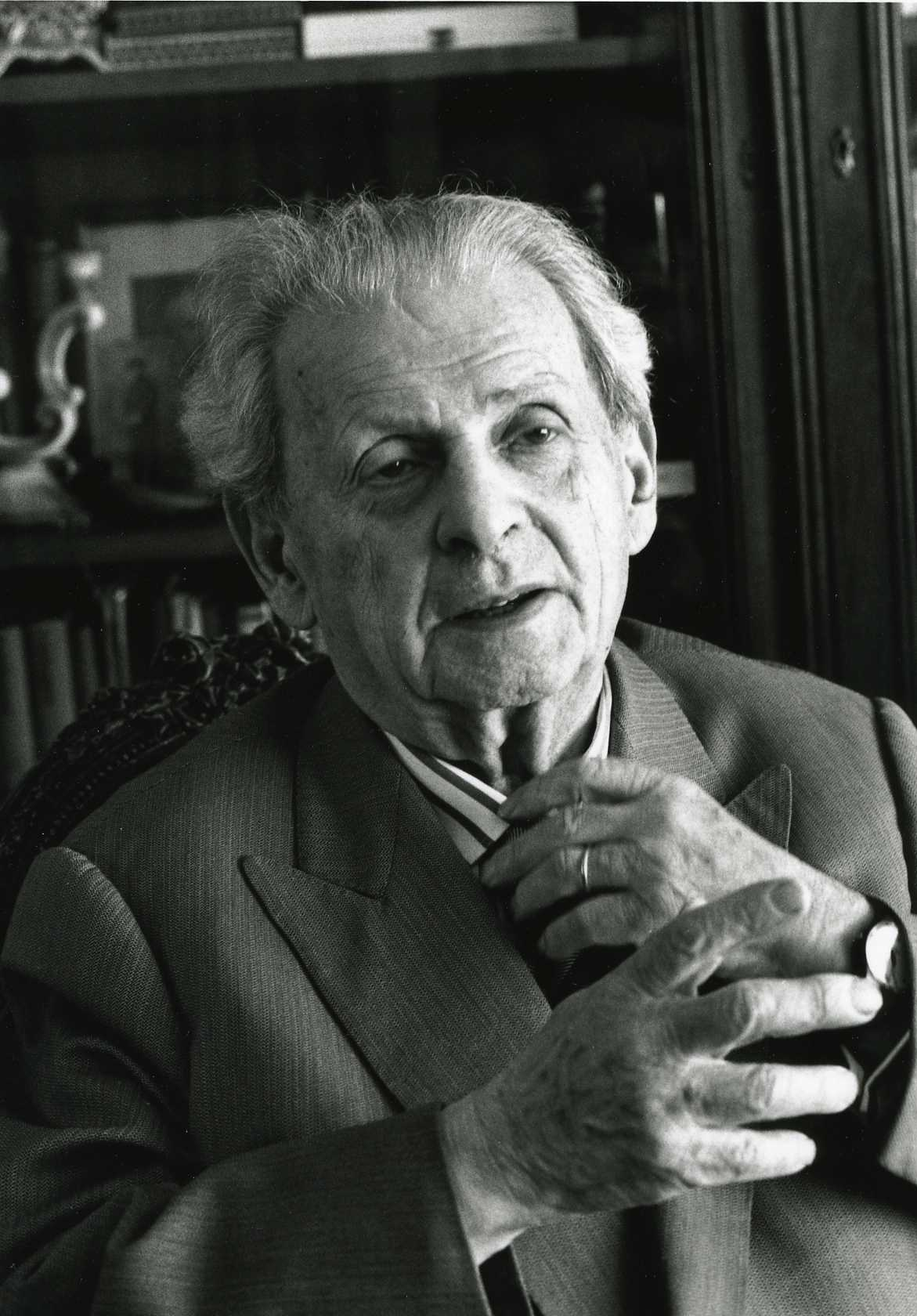
エマニュエル・レヴィナス

『ヘブライ語聖書』（旧約聖書）にはイスラエル民族に敵対したアマレク人の聖絶を預言者サムエルを通して神が命じ、イスラエル王国の王サウルがアマレク人を皆殺しにしたという話がある。聖書無謬説を否定する立場（聖書には誤った記述や、人の手によって改変された記述、後世に創作された記述が含まれるとする立場）からは、神がこのような冷酷な命令をしたはずがないと解釈される。ブーバーは、ある時『サムエル記』上15章のアマレク人聖絶の記述について問われて、「私はそれを神のお告げであるとは信じない。私はサムエルが神の言葉を聞き間違ったのだと信じる」と答えたと晩年の自伝的な著書の中で記している。これに対してエマニュエル・レヴィナスは、ブーバーは聖書の権威よりも自分の良心の方を上に置いたとして非難する。レヴィナスによれば、出エジプト直後にイスラエルを最初に攻撃したアマレクは根源的な悪の象徴であり、イスラエル民族殲滅を試みたナチスと同等視されるため、上記のブーバーの見解に対して、「ブーバーはホロコーストについて考えていなかった（アマレクを生かしておけばイスラエル民族殲滅の憂き目にあっていた）」として極めて批判的な感想を表明している。

## 家族・親族
- 息子：ラファエル・ブーバー (Rafael Buber, 1900-1990) 。元妻は作家だったマルガレーテ・ブーバー＝ノイマン（Margarete Buber-Neumann, 1901-1989）[3]。

## 主な訳書
- 『我と汝・対話』植田重雄訳、岩波文庫、1979年
- 『我と汝』野口啓祐訳、講談社学術文庫、2021年。元版は創文社
- 『我と汝・対話』田口義弘訳、みすず書房、新装版2014年
元版『ブーバー著作集』全10巻、1967-1970年

1. 対話的原理Ⅰ - 初刊版
2. 対話的原理Ⅱ 単独者への問いほか
3. ハシディズム - 新版刊
4. 哲学的人間学
5. かくれた神
6. 預言者の信仰Ⅰ
7. 預言者の信仰Ⅱ
8. 教育論・政治論
9. ゴグとマゴグ ある年代記
10. ブーバー研究（別巻）

- 『ひとつの土地にふたつの民』合田正人訳、みすず書房、2006年

### 研究
- 『忘我の告白』マルティン・ブーバー編、田口義弘訳、叢書・ウニベルシタス 法政大学出版局、1994年
- カール・ロジャーズと『ブーバー　ロジャーズ対話』山田邦男ほか訳、春秋社、2007年 ISBN 4-393-36483-X
- 『評伝マルティン・ブーバー』上・下　モーリス・フリードマン著、黒沼凱夫・河合一充訳、ミルトス、2000年
- 小林政吉『ブーバー研究 思想の成立過程と情熱』（創文社、1978年12月）
- 上山安敏『ブーバーとショーレム　ユダヤの思想とその運命』（岩波書店、2009年）
- 斉藤啓一『ブーバーに学ぶ　「他者」と本当にわかり合うための30章』（日本教文社、2003年）
- ヴェルナー・クラフト『ブーバーとの対話』（板倉敏之編訳、叢書・ウニベルシタス 法政大学出版局、1975年）

#### 関連書籍
- 『ユダヤ教思想における悪 なぜ，いま「悪」なのか』（植村卍編著、小岸昭・池田潤・赤井敏夫共著、晃洋書房, 2004年6月）ISBN 4-7710-1502-3
- 『人は独りではない ユダヤ教宗教哲学の試み』（A.J.ヘッシェル著、森泉弘次訳、教文館、1998年10月）ISBN 4-7642-7177-X
- 『人間を探し求める神 ユダヤ教の哲学』（A.J.ヘッシェル著、森泉弘次訳、教文館、1998年11月）ISBN 4-7642-7180-X
- 『外の主体』（エマニュエル・レヴィナス著、合田正人訳、みすず書房、1997年2月）ISBN 4-622-03077-2
- 『彼ら抜きでいられるか 二十世紀ドイツ・ユダヤ精神史の肖像』（ハンス・ユルゲン・シュルツ編、山下公子ほか訳、新曜社、2004年8月）ISBN 4-7885-0905-9
- 『実存と暴力 後期サルトル思想の復権』（清真人著、御茶の水書房、2004年10月）ISBN 4-275-00345-4
- 『思索の森へ カントとブーバー』（三谷好憲著、行路社、1993年11月）
- 『上田閑照集 第6巻 道程「十牛図」を歩む』（岩波書店、2003年3月）ISBN 4-00-092466-4
- 『生きるためのヒント 自然認識の歩みから』（木村寛著、自費出版、2002年8月）ISBN 4-88591-797-2
- 『木村敏著作集 7　臨床哲学論文集』（弘文堂、2001年10月）ISBN 4-335-61027-0
- 『援助するということ 社会福祉実践を支える価値規範を問う』（古川孝順ほか著、有斐閣、2002年6月）ISBN 4-641-07654-5
- 『教育思想のルーツを求めて 近代教育論の展開と課題』（関川悦雄・北野秋男著、啓明出版、2001年4月）ISBN 4-87448-028-4
- 『自閉症と心の発達 「心の理論」を越えて』（R.ピーター ホブソン著、木下孝司監訳、学苑社、2000年11月）ISBN 4-7614-0005-6
- 『ブーバー教育思想の研究』（斎藤昭著、風間書房、1993年2月）ISBN 4-7599-0830-7
- 『教育愛について かかわりの教育学 3』（岡田敬司著、ミネルヴァ書房、2002年3月）ISBN 4-623-03590-5
- 『現代倫理学の探究 自由・価値・実存をめぐって』（西平哲次著、近代文芸社、1996年3月）ISBN 4-7733-5045-8
- 『宗教と倫理 キェルケゴールにおける実存の言語性』（C.S.エヴァンスほか著、桝形公也編監訳、ナカニシヤ出版、1998年4月）ISBN 4-88848-407-4
- 『哲学の再生 インマヌエル哲学とM・ブーバー』（柴田秀著、法藏館、1988年3月）ISBN 4-8318-7167-2
- 『入門イエスの思想』（柴田秀著、三一書房、1997年3月）ISBN 4-380-97225-9
- 『ガブリエル・マルセルの宗教哲学の研究 1　存在の光を求めて』（小林敬著、創文社、1997年2月）ISBN 4-423-30097-4